# Estádio Olímpico de Brazavile
O Estádio Olímpico de Brazavile (em francês: Stade Olympique de Brazzaville), também conhecido como Estádio Municipal de Kintelé (em francês: Stade Municipal de Kintélé) é um estádio multiuso localizado em Brazavile, capital do Congo. Inaugurado em 31 de agosto de 2015, para abrigar as cerimônias de abertura e de encerramento, bem como as competições de futebol e atletismo dos Jogos Pan-Africanos de 2015, é o maior estádio do país em termos de capacidade de público e é oficialmente a casa onde a Seleção Congolesa de Futebol manda partidas amistosas e oficiais. Além disso, o Diables Noirs, CARA Brazzaville e a Étoile du Congo, clubes da capital, também mandam seus jogos oficiais por competições nacionais e continentais no estádio, cuja capacidade máxima é de 60 055 espectadores.